# Pedro Henrique de Bragança
D. Pedro Henrique de Bragança, de nome completo Pedro Henrique de Bragança e Ligne de Sousa Tavares Mascarenhas da Silva (19 de janeiro de 1718 — Granja de Alpriate, 26 de junho de 1761), 1º Duque de Lafões e primogénito varão de D. Miguel de Bragança e de D. Luísa Casimira de Sousa Nassau e Ligne, Condessa de Miranda, foi um aristocrata, visionário e intelectual português do século XVIII que desempenhou o cargo de magistrado enquanto Regedor de Justiças nas cortes de D. João V e de D. José I.
Profundamente devoto, constitui-se também como a força motriz e visão artística por detrás da primeira fase da edificação do Palácio do Grilo, facto este intimamente ligado a ser um dos mais fortes candidatos à mão da futura rainha D. Maria I. 

## Batismo
D. Pedro Henrique de Bragança foi batizado a 17 de Fevereiro de 1718 no Palácio dos Duques de Lafões, conhecido por Palácio do Grilo, pelo Patriarca de Lisboa D. Tomás de Almeida. Presente na ocasião esteve o rei D. João V, seu tio e Padrinho, acompanhado dos Infantes D. António e D. Francisco. O então Secretário de Estado, Diogo de Mendonça Corte-Real, declarou que " neste acto, Sua Majestade o rei D. João V, fez D. Pedro Henrique de Bragança Duque de Lafões, herdando posteriormente todos os Títulos, Ordens, e Propriedades por morte de seu pai ".

## Educação
D. Pedro Henrique de Bragança teve uma educação privilegiada em todos os aspectos do saber. Fluente nas Línguas Europeias e também nas principais línguas asiáticas, era também um estudioso de História Sagrada e profana, tanto nacional como na de outros reinos, reunia desta forma um saber diversificado.

## Vida
D. Pedro era um homem de carácter profundamente religioso, sendo que a história resgata a sua paixão através de inúmeros atos de caridade. 
Quando D. Pedro chegou a Regedor de Justiças do reino em 1749, o magistrado mandou não só vestir todos os prisioneiros que não tivessem mais que trapos esfarrapados por roupas do corpo, como que fossem pagas todas as suas dívidas, despendendo cerca de 12,000 cruzados neste feito.
Aquando do terramoto de Lisboa em 1755, D. Pedro não se poupou a esforços para ajudar a reedificar o caos que assoberbou Lisboa inteira e arredores de um só fôlego, tendo sido o Duque visto muitas vezes carregado de pás e enxadas, empreendido na tarefa de enterrar os mortos e dar paz aos vivos.

## Descendência
Apesar de nunca se ter casado, o Duque manteve uma relação amorosa com Luísa Clara de Portugal, a Flor da Murta, da qual nasceu Ana de Bragança.

## Grilo
Sendo D. Pedro Henrique de Bragança um dos principais candidatos à mão de D. Maria I - juntamente com o Infante D. Pedro - toda a sua visão para a reedificação do Palácio do Grilo esteve sempre ligada a uma ideia de sonho, a uma certa fantasia arquitectónica de um reino onírico, tornada, em parte, real. Realidade esta possível apenas por uma mundivisão transversal a um erudito saber europeu pouco conhecido na arquitectura portuguesa da altura.

## Morte
D. Pedro adoeceu fatalmente no ano a seguir ao terramoto, presumivelmente devido ao seu incansável esforço em reerguer Lisboa, regularmente carregando pás, enxadas, e corpos sem vida.
Esteve doente por 4 anos antes de morrer, sendo que passou o último ano exilado da corte de D. José I na sua Quinta de Alpriate, por se ter recusado a iluminar o Palácio por ocasião do casamento entre D. Pedro III e D. Maria I. O seu corpo foi enterrado no Convento de Santa Catarina de Ribamar.